# Robert Grouvel
Robert Grouvel, vicomte, né le 22 février 1900 à Fontenay-sous-Bois, mort le 10 avril 1965 à Paris, est un homme de lettres français, historien militaire spécialiste des troupes de l’armée d’ancien régime et de l'armée des émigrés.

## Biographie

### Famille
Il est l'arrière petit-fils du général d'Empire François Grouvel (1771-1836) et petit-fils du général de division Jules-François-Félix Grouvel (1818-1895).[réf. nécessaire]
Son père est le vicomte François-Marie-Pierre Grouvel (1867-1933) lieutenant-colonel en 1918, commandeur de la Légion d'honneur en 1931 ; sa mère est Jeanne-Gabrielle-Eugénie-Dieudonné De Coehorn.

### Carrière professionnelle
Il a été contributeur aux revues Le Passepoil bulletin périodique de la Société d’étude des uniformes, La Revue française et Tout l'Univers. À partir de 1926, il a été membre du comité directeur, secrétaire en 1937, puis vice-Président de La Sabretache société française d'études d'histoire militaire, ainsi que directeur du Carnet de la Sabretache,.
Engagé comme officier de réserve et mobilisé en 1939, il était officier d'état-Major en mai 1940 et fut cité à l'ordre de la brigade (3e BLM) pour sa conduite et ses qualités notamment lors de la bataille de Dunkerque.
Chef d'escadrons de réserve de cavalerie en 1953, il fut chef de service à la RATP dans les années 1950.

## Décoration
- Chevalier de la Légion d'honneur le 20 décembre 1950[11].
- Croix de Guerre[11].